# The Untold Legend of the Batman
The Untold Legend of the Batman ("A Legenda de Batman", como saiu no Brasil pela editora EBAL) é uma minissérie de história em quadrinhos em três edições publicada originalmente pela editora norte-americana DC Comics em 1980.[carece de fontes?] A série foi escrita por Len Wein e contou com arte de John Byrne e Jim Aparo. José Luis García-López foi o desenhista das capas da minissérie. Os principais elementos do argumento da história recontam a origem de vários personagens do universo do Batman. Foi a segunda minissérie publicada pela DC Comics, além de ser a primeira protagonizada pelo super-herói Batman.
Nos Estados Unidos (com o nome original de "The Untold Legend of the Batman"), esta história chegou a ganhar uma versão rádio-novela, lançada em fitas K7 que acompanhavam cada edição da revista.
No Brasil, as aventuras traduzidas e adaptadas foram publicadas como "A Legenda de Batman", pela editora EBAL, em uma edição especial de agosto de 1981, Sendo republicada em 2018 pela editora Panini Comics.

## Argumento
"The Untold Legend of the Batman" não só investigou a origem do lendário Cavaleiro das Trevas, mas também criou um novo mistério, uma marca da maioria das histórias do Batman da época.[carece de fontes?] A história começa com o Batman checando sua correspondência e encontrando no último pacote os restos do traje usada pelo primeiro Batman, seu pai. Thomas Wayne usou a fantasia em uma festa beneficente durante a infância de Bruce, e acabou sendo sequestrado por um grupo de bandidos liderados pelo gângster Lew Moxon. Thomas Wayne acabou escapando do cativeiro de Moxon, e o gângster acabou sendo preso e condenado por um tribunal, e depois de libertado, o chefão jurou vingança e contratou o pistoleiro Joe Chill para matar Thomas e sua esposa Martha. Perante o túmulo dos pais, o jovem Bruce jurou dedicar toda a sua vida para castigar o homem que matou seus pais e todos os criminosos, e assim assumiu o manto do combatente do crime conhecido como Batman. Sintetizando, A origem do Batman, primeira parte da minissérie, mostra o processo pessoal de formação do caráter de Bruce Wayne e os fatos que o levaram a criar o Batman, a tragédia, a escolha entre justiça e lei, o treinamento e, finalmente, a vingança contra Joe Chill, o assassino de seus pais.
Depois de revirar seu atormentado passado, Batman investiga  as pistas para descobrir quem teria enviado ao Homem-Morcego os restos do uniforme de seu pai, e começa a montar sua extensa lista de suspeitos, incluindo até seus aliados mais próximos. Depois de receber várias ameças de morte, foi revelada as origens do Robin, de seu fiel mordomo Alfred, Coringa, Duas-Caras, Comissário Gordon e Batgirl. E assim a segunda parte da trama, Com amigos como estes, são mostrados aspectos da vida daqueles que convivem com o Cavaleiro das Trevas, com ênfase nas diversas motivações, opções e sacrifícios que Lucius Fox, Gordon, Alfred, Barbara Gordon e Robin tiveram que fazer para serem amigos de Batman/Bruce Wayne. E para finalizar o argumento, no terceiro e último capítulo, Batman liga todas as pistas obtidas e descobre que o culpado por trás dos bilhetes misteriosos e pelo envio da fantasia foi ninguém menos que o próprio Robin. Na tentativa de forçar Batman à confrontar e derrotar seus demônios interiores, Robin planejou e elaborou todo o mistério. Felizmente, foi algo que valeu a pena, pois no final da história, Batman renova seus votos de guerra contra o crime para novamente proteger os cidadãos de Gotham City.

E o argumento tem o seguinte desfecho:
| “ | Toda noite, Batman vigia sua amada cidade. É o eterno defensor dos fracos e oprimidos... Pois Batman é uma lenda... E as lendas são imortais!. | ” |

## Publicação

### Publicação nos EUA
Depois que DC lançou sua primeira minissérie, "World of Krypton" em 1979, o palco estava pronto para sua segunda oferta: a minissérie de 3 edições chamada "The Untold Legend of the Batman". Como na maioria dos casos, o Super-Homem pavimentou o caminho para o formato de série limitada. As minisséries logo se tornaram padrão na indústria de histórias em quadrinhos e permitiram que histórias fossem contadas envolvendo personagens populares fora das limitações impostas pela continuidade de seus títulos atuais.[carece de fontes?]
As aventuras da "The Untold Legend of the Batman" foram publicadas originalmente nos EUA pela DC Comics de julho a setembro de 1980 [cover date]. A série foi escrita pelo argumentista Len Wein. A primeira edição foi desenhada por John Byrne e arte-finalizada por Jim Aparo. A segunda e terceira edição foram desenhadas e finalizadas por Aparo. Os desenhos das capas da minissérie ficaram a cargo dos artistas José Luis García-López e Dick Giordano.

### Equipe de criação
| Edição | Lançamento       | Roteirista | Desenhista | Arte-finalista | Colorista   | Letrista original | Capista                                                     | Editor original |
| ------ | ---------------- | ---------- | ---------- | -------------- | ----------- | ----------------- | ----------------------------------------------------------- | --------------- |
| 1      | Julho de 1980    | Len Wein   | John Byrne | Jim Aparo      | Glynis Wein | John Costanza     | José Luis García-López (arte)                               | Paul Levitz     |
| 2      | Agosto de 1980   | Len Wein   | Jim Aparo  | Jim Aparo      | Glynis Wein | Jim Aparo         | José Luis García-López (desenho) Dick Giordano (arte-final) | Paul Levitz     |
| 3      | Setembro de 1980 | Len Wein   | Jim Aparo  | Jim Aparo      | Glynis Wein | Jim Aparo         | José Luis García-López (desenho) Dick Giordano (arte-final) | Paul Levitz     |

### Republicação e lançamento em fitas K7 nos EUA
Em 1989, como uma jogada de marketing, cada edição da minissérie foi reimpressa em uma especial "MPI Audio Edition", acompanhada e distribuída com uma fita de áudio K7 que continha a narração do texto da história.[carece de fontes?] Os quadrinhos eram muito parecidos com o original, exceto pelo fato de serem menores que o padrão das revistas em quadrinhos da DC, com dimensões de 6×9 polegadas. Ainda no mesmo ano, a série foi reimpressa e algumas cópias traziam a menção "segunda impressão" no índice e traziam exatamente o mesmo conteúdo da versão MPI.[carece de fontes?]

### Coletâneas
As aventuras originais da Untold Legensds of the Batman foi compilada e lançada nos EUA nos seguintes encadernados:
- The Untold Legend of the Batman coletando as histórias originais da The Untold Legensds of the Batman 1–3, capa cartonada, 160 páginas, Tor Books, 1982, ISBN 978-0812503531.
- Tales of the Batman: Len Wein, com arte de José Luis García-López, Dick Giordano e outros grandes nomes, o encadernado apresentava aventuras dos anos 1970 envolvendo o Coringa, Ra's Al Ghul, Mulher-Gato, Charada, Sr. Frio e vários outros, ao preço de [lançamento inicial] US$ 49,99, o volume republica as histórias originais da Batman 307–310, 312–319, 321–324, 326–327, Detective Comics 408, 444–448, 466, 478–479, 500 e 514 e Untold Legensds of the Batman 1–3, capa dura, 560 páginas, DC Comics, 24 de dezembro de 2014, ISBN 978-1401251543.[9][10]
- Legends of the Dark Knight: Jim Aparo Vol. 3 coletando as histórias originais da The Brave and the Bold 152, 154–178, 180–182, Detective Comics 444–446, 448, 468–470, 480, 492, 493, 495–499, 501, 502, 508 e 509, Batman Family 17 e The Untold Legensds of the Batman 1–3, capa dura, 552 páginas, DC Comics, 13 de setembro de 2017, ISBN 978-1401271619.[11]

### Publicação no Brasil
Publicada originalmente  no Brasil, pela editora EBAL, como "A Legenda de Batman" uma edição extra, de agosto de 1981 — em 68 páginas, formatinho (13,5 x 20,5 cm), colorida e lombada com grampos ao preço de capa de Cr$ 80,00 (preço da época).
Foi republicada pela Editora Panini em "Lendas do Cavaleiro das Trevas Jim Aparo Vol 9" de 2018.